# Roland Andreasson
Roland Andreasson, född 22 mars 1936 i Knäred, är en svensk journalist och författare.
Andreasson arbetade som journalist på Hallands Dagblad 1953-1955 och därefter på Hallandsposten fram till sin pensionering.

### Redaktör
- Knäreds sparbank : 1911-1961 / red.: Roland Andréasson. Knäred: Sparbanken. 1961. Libris 881094
- Röster ur ett landskap : antologi från Hallands författarsällskap / [red.: Roland Andréasson]. Laholm: Settern. 1978. Libris 7747548. ISBN 9185274631
- Litteratur i kris : om ett stöd som slog snett : om nya modeller / red.: Roland Andréasson och C-J Charpentier. Kritisk debatt, 99-0270848-X ; 2. Laholm: Settern. 1982. Libris 7649610. ISBN 91-7586-098-8
- Tidning i tre sekler : 1850-2000  : [Hallandsposten 150 år] / redaktör: Roland Andréasson ; teckningar: Lena Elmlund. Halmstad: Hallandsposten. 2000. Libris 7798140. ISBN 91-972761-6-2
- De små stugornas folk : en torpinventering / av Knäreds forskarring och hembygdsförening ; [redaktör: Roland Andréasson]. Varberg: Utsikten. 2002. Libris 8847966. ISBN 91-88806-35-9
- Socialdemokraterna i Halland 100 år / [redaktörer: Roland Andréasson och Björn Ahlkvist ; ill.: Mattias Ahlkvist]. Halmstad: Hallands socialdemokratiska partidistrikt. 2006. Libris 10317612. ISBN 91-631-7822-2

## Utmärkelser
- Jan Olshedens och Göran Trydells stipendium till "främjare av ord och bild i tryck" 1997
- Halmstads kommuns kulturpris 2005
- Hallandspostens kulturstipendium 2006
- Laholms kommuns kulturpris 2006